# Shewanella algidipiscicola
Shewanella algidipiscicola es una bacteria gram-negativa y psychrotolerante del género de Shewanella la cual ha sido aislado de un pez del mar Báltico fuera de Dinamarca.